# Viljelöshet
Viljelöshet eller avolition är ett psykiskt tillstånd som innebär brist på motivation. Det ingår som ett negativt symtom på allvarliga psykiska störningar, i synnerhet psykos, men också på depression eller schizoid personlighetsstörning.

## Beskrivning
Vilja kan i psykologisk bemärkelse definieras som målinriktade tankar och känslor, i motsats till drifter och instinkter. Till viljelivet hör då problemmedvetenhet, beslutsförmåga och drivkraft att genomföra besluten. Viljelivet hör till den exekutiva funktionen såsom uttryck för en jagfunktion, eftersom viljan är jag-styrd. Grundläggande viljehandlingar är vilja till mening, vilja till makt, här-och-nu-varande och vara-i-världen-varo.
Viljelöshet definieras i psykologin som frånvaro av energi, drivkraft och intresse, och oförmåga att mobilisera sig till att genomföra viktiga eller vardagliga aktiviteter. Detta kan yttra sig i minskat eller avsaknad av intresse för sitt yttre, städning och sin personliga hygien, svårigheter med att sköta sitt arbete eller att behålla sin anställning, problem med att slutföra påbörjade projekt eller åtaganden, samt fysisk inaktivitet eller undvikande (genom att istället för viktiga saker till exempel ligga i sängen, spela datorspel eller titta på TV). Viljelöshet, anhedoni och apati korrelerar ofta vid psykisk etiologi. Viljelöshet saknar dock korrelation med psykotiska positiva symtom (hallucinationer, vanföreställningar och tankestörningar).
En hög grad av viljelöshet är utmärkande för schizofreni, både för den prepsykotiska fasen och de negativa symtomen. I lindrigare grad kan det förekomma vid depression, psykasteni och utbrändhet, eller misstas för fysisk orkeslöshet eller trötthet (asteni eller fatigue). Viljelöshet kan också möjligen hänga samman med testosteronbrist.